# 南京中北
南京中北（集团）股份有限公司创建于1979年7月，以交通运输为主要业务，目前为江苏省最大的交通企业之一，其股票（000421）于1996年8月在深圳证券交易所上市，并于1998年引进了ISO9000质量标准。目前，其业务范围涉及中国大陆多个城市的出租汽车、公共汽车、长途客运、旅游、房地产、物业管理、汽车贸易、汽车租赁、汽车修理、广告、培训教育等。由于南京市政府政策调整，中北（集团）股份有限公司的公共汽车业务在南京市的运营历史已经结束，全部并入南京公交集团。目前公共汽车业务仅在安徽安庆、淮北以及江苏徐州还有中北巴士的营运服务。